# Investmentfonds

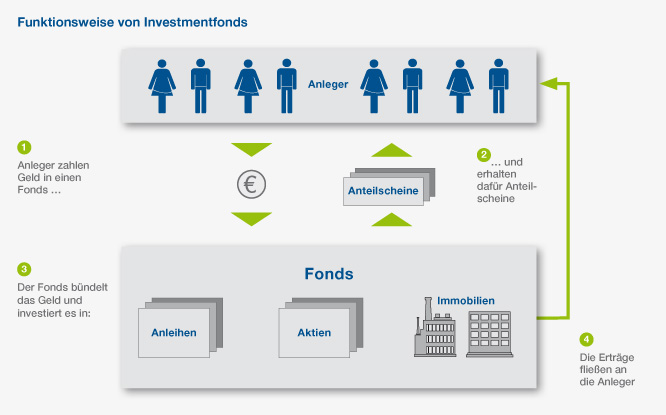
Funktionsweise eines offenen Investmentfonds in Deutschland

Investmentfonds ist ein Fonds (ein bestimmter Geldmittelbestand), der das Investmentvermögen oder Sondervermögen verwaltet, das eine Investmentgesellschaft nach ihren Vertragsbedingungen für Anleger investiert hat.

## Allgemeines
Ein Anleger hat die Wahl, Aktien oder Anleihen direkt über Kreditinstitute oder Broker zu kaufen oder Investmentzertifikate von einer Investmentgesellschaft zu erwerben, die wiederum für ihr Investment- oder Sondervermögen eine Mischung verschiedener Aktien, Anleihen oder sonstiger Finanzinstrumente zusammenstellt. Der Vorteil des Investmentfonds besteht vor allem in seiner Risikodiversifizierung. Diese ist bei Mischfonds am besten, weil in sämtliche Finanzinstrumente investiert werden kann; bei Aktienfonds dagegen ist die Risikostreuung auf Aktien beschränkt.

## Geschichte
Der erste Investmentfonds wurde 1774 in den Niederlanden von dem Amsterdamer Kaufmann Adriaan van Ketwich (auch Abraham van Ketwich) gegründet. Er gab seinem Fonds den Namen „Eendracht Maakt Magt“, was ins Deutsche übersetzt „Eintracht macht stark“ bedeutet. Es wurden 2.000 Fondsanteile ausgegeben und schon damals wurden die exakten Rechte der Investoren im Prospekt des Fonds definiert. Durchschnittlich erreichte der Fonds während seines Bestehens eine jährliche Rendite von rund vier Prozent. Aufgrund des großen Erfolges legte van Ketwich bereits zwei Jahre später einen zweiten Fonds namens „Voordelig en Vorsigtig“ (deutsch: Vorteilhaft und vorsichtig) auf, der bis 1893 existiert.
Der erste Investmentfonds Großbritanniens, englisch „Investment Trust“, wurde 1868 von Philip Rose als Foreign & Colonial Government Trust gegründet, heute der Foreign & Colonial Investment Trust. 1909 wurde der Scottish Mortgage Investment Trust gegründet von Baillie Gifford, die Firma existiert noch heute (2023). In den 1920er Jahren florierten die Investmentfonds in den Vereinigten Staaten. Ihre Zahl wuchs von 40 im Jahr 1921 auf 770 im Jahr 1929, ihre Aktiva betrugen 1929 ca. 7 Mrd. US-$. Die Fonds hatten einen schlechten Ruf: Inkompetenz, Gier und Unehrlichkeit lauteten die drei Hauptvorwürfe, die ihnen regelmäßig gemacht wurden. Häufig missbrauchten Finanzinstitute die Fonds, um Aktien aus Emissionen, die sie nicht im regulären Börsenmarkt untergebracht hatten, einem uninformierten Publikum zu verkaufen. Manchmal kauften die Fonds Anteile verbundener Fonds, um den Kurs in die Höhe zu treiben. Dies alles rächte sich 1929, im Börsenkrach stürzten die Kurse ins Bodenlose. Das Image der Investmentfonds war so schlecht, dass man sie in „Investment Companies“ umbenannte. Schließlich regulierte die Regierung den Markt. 1940 wurde nach einer Studie der SEC (United States Securities and Exchange Commission) der Investment Company Act erlassen.
In den 1950er Jahren entstanden mit der Allgemeinen Deutschen Investment-Gesellschaft (ADIG), der Deutschen Investment Trust Gesellschaft für Wertpapieranlagen (dit), der Union Investment, der Deutschen Gesellschaft für Wertpapiersparen (DWS) und der Deutschen Kapitalanlagegesellschaft (Deka) die ersten großen Fondsgesellschaften in Deutschland.

## Rechtsfragen
Rechtsgrundlage für Investmentfonds ist das Kapitalanlagegesetzbuch (KAGB), das jedoch nicht von Investmentfonds spricht, sondern in § 1 KAGB von Investmentvermögen oder Sondervermögen. Den Begriff des Investmentfonds benutzt es lediglich im Zusammenhang mit den alternativen Investmentfonds (AIF) und dem Bezeichnungsschutz. Bezeichnungen wie „Kapitalverwaltungsgesellschaft“, „Investmentvermögen“, „Investmentfonds“ oder „Investmentgesellschaft“ oder eine Bezeichnung, in der diese Begriffe enthalten sind, darf nach § 3 Abs. 1 KAGB in der Firma, als Zusatz zur Firma, zur Bezeichnung des Geschäftszwecks oder zu Werbezwecken nur von Verwaltungsgesellschaften im Sinne des KAGB geführt werden. Die Rechtsform von Investmentgesellschaften muss nach § 1 Abs. 11 KAGB eine Aktiengesellschaft oder Kommanditgesellschaft sein.
Die zum Sondervermögen gehörenden Vermögensgegenstände können nach Maßgabe der Anlagebedingungen im Eigentum der Kapitalverwaltungsgesellschaft oder im Miteigentum der Anleger stehen (§ 92 Abs. 1 KAGB). Die erstere Form ist die Treuhandlösung, die zweite Form begründet Miteigentumsanteile der Anleger. Zwar ist die Verwaltungsgesellschaft bei ersterer Form Rechtsinhaber des Sondervermögens, dennoch haftet gemäß § 93 Abs. 2 KAGB das Sondervermögen nicht für die Verbindlichkeiten der Verwaltungsgesellschaft. Dieser Haftungsausschluss wird komplettiert durch § 99 Abs. 3 KAGB, wonach das Recht der Kapitalverwaltungsgesellschaft, das Sondervermögen zu verwalten, mit der Eröffnung des Insolvenzverfahrens über das Vermögen der Kapitalverwaltungsgesellschaft erlischt. Die Treuhandlösung ist für Immobilien-Sondervermögen zwingend vorgeschrieben (§ 245 KAGB).
Erlischt das Recht der Kapitalverwaltungsgesellschaft, ein Sondervermögen zu verwalten, so geht gemäß § 100 Abs. 1 KAGB – wenn das Sondervermögen im Eigentum der Kapitalverwaltungsgesellschaft steht – das Sondervermögen auf die Verwahrstelle über oder – wenn es im Miteigentum der Anleger steht – geht das Verwaltungs- und Verfügungsrecht über das Sondervermögen auf die Verwahrstelle über. Die Verwahrstelle hat das Sondervermögen abzuwickeln und an die Anleger zu verteilen (§ 100 Abs. 2 KAGB). Zudem gibt es ein investmentrechtliches Trennungs-, Verpflichtungs-, Belastungs- und Aufrechnungsverbot (§§ 92 Abs. 1 Satz 2, § 93 Abs. 2 Satz 2 und Abs. 3 bis 6 KAGB). Wegen dieses investmentrechtlichen Anlegerschutzes ist eine Einlagensicherung bei Investmentfonds nicht erforderlich.
In § 2 InvStG wird der Investmentfonds zum Rechtsbegriff erhoben, ohne jedoch legaldefiniert zu werden. Inländische Investmentfonds gelten gemäß § 6 Abs. 1 InvStG als Zweckvermögen nach § 1 Abs. 1 Nr. 5 Körperschaftsteuergesetz (KStG). Zweckvermögen sind Treuhandvermögen, welche die Investmentgesellschaft für die Anleger hält. Sie unterliegen mit ihren inländischen Beteiligungseinnahmen, inländischen Immobilienerträgen und sonstigen inländischen Einkünften der Körperschaftsteuer (§ 6 Abs. 2 InvStG). Aktienfonds oder Immobilienfonds müssen mehr als 50 % ihrer Aktiva in Aktien oder Immobilien anlegen (§ 2 Abs. 6 und Abs. 9 InvStG).

## Wesentliche Anlegerinformationen
Wesentliche Anlegerinformationen sind bei Investmentzertifikaten von Investmentfonds oder Kapitalanlagegesellschaften als Emittenten dem Privatanleger vor Erteilung einer Wertpapierorder auszuhändigen. Sie enthalten eine Beschreibung des Investmentzertifikats, vor allem die Art des Investmentfonds und sollen den Anleger in die Lage versetzen, Art und Risiken des angebotenen Anlageproduktes zu verstehen und auf dieser Grundlage eine fundierte Anlageentscheidung zu treffen (§ 166 Abs. 1 KAGB). Investmentfonds oder Kapitalverwaltungsgesellschaften haben gemäß § 268 Abs. 1 KAGB für die von ihnen verwalteten geschlossenen Publikumsfonds den Verkaufsprospekt und die wesentlichen Anlegerinformationen zu erstellen. Der Mindestinhalt der wesentlichen Anlegerinformationen ergibt sich aus § 270 KAGB, die Haftung für fehlerhafte Anlegerinformationen aus § 306 Abs. 2 KAGB.

## Arten
Je nach Schwerpunkt des Investmentfonds gibt es folgende Arten von Investmentfonds, die nach dem überwiegenden Inhalt ihres Fondsvermögen benannt sind:
| Fondsart                    | Verwendungszweck des Fondsvermögens |
| --------------------------- | --- |
| Aktienfonds                 | mehr als 50 % Aktien (§ 2 Abs. 6 InvStG) |
| Alternative Investmentfonds | keine klassischen Finanzierungstitel oder Finanzprodukte |
| Dachfonds                   | Dachgesellschaft für andere Investmentfonds |
| Ethikfonds                  | ethisches Investment, insbesondere nach ökologischen Kriterien zusammengestellt                                                                                                  |
| Garantiefonds               | Mischfonds, welche durch Sicherungsgeschäfte eine Mindestrendite oder die vollständige Kapitalrückzahlung zusichern, aber nicht durch förmliche Garantie eines Dritten absichern |
| Geldmarktfonds              | überwiegend Geldmarktpapiere |
| Hedgefonds                  | überwiegend alternative Investments |
| Immobilienfonds             | mehr als 50 % in Gewerbe- und/oder Wohnimmobilien und/oder Immobilienunternehmen (§ 2 Abs. 9 InvStG)                                                                             |
| Immobilien-Spezialfonds     | nur für institutionelle Anleger |
| Indexfonds                  | bilden mit ihrem Fondsvermögen einen bestimmten Börsenindex nach |
| Infrastrukturfonds          | Infrastrukturanlagen |
| Laufzeitfonds               | das Fondsvermögen wird am Ende der Laufzeit zurückgezahlt |
| Medienfonds                 | Film- und Fernsehproduktion, Filmlizenzen |
| Mischfonds                  | keine Festlegung auf bestimmte Anlageklassen, aber mehr als 25 % in Kapitalbeteiligungen (§ 2 Abs. 7 InvStG)                                                                     |
| Private-Equity-Fonds        | Finanzierung von Eigenkapital oder Kapitalbeteiligungen |
| Rentenfonds                 | mehr als 50 % Anleihen |
| Schiffsfonds                | überwiegend Schiffsfinanzierung für den Bau und Erwerb von Seeschiffen |
| Spezialfonds                | nur für institutionelle Anleger |
| Waldfonds                   | überwiegend Forstwirtschaft, insbesondere Waldwirtschaft |

Mehr als 50 % des Fondsvermögens muss – analog zu § 2 Abs. 6 und Abs. 9 InvStG – diejenigen Finanzinstrumente beinhalten, die dem Investmentfonds ihren Namen geben (also Aktien in Aktienfonds, Anleihen in Rentenfonds usw.).
Während Spezialfonds lediglich für bestimmte institutionelle Anleger oder Anlegergruppen aufgelegt werden, stehen Publikumsfonds jedem Anleger offen. Ob es sich um offene oder geschlossene Investmentfonds handelt, hängt meist vom Wirtschaftsobjekt ab, das sich überwiegend im Fondsvermögen befindet. Langlebige Investitionsgüter wie Immobilien oder Schiffe sind als Realgüter im Regelfall für geschlossene Fonds vorgesehen, kurz- bis mittelfristige fungible Finanzierungstitel (Nominalgüter) wie Aktien oder Anleihen eignen sich eher für offene Fonds. Typisch für geschlossene Fonds ist, dass die Investmentzertifikate vom Fonds nicht zurückgenommen werden und deshalb keine Marktliquidität aufweisen, zumal ein funktionsfähiger Sekundärmarkt nicht existiert.
Die Unterscheidung zwischen offenen und geschlossenen Fonds ist auch bedeutsam für die Erlaubnis als Kapitalverwaltungsgesellschaft, für die zulässige Rechtsform des Fonds, die Genehmigung der Anlagebedingungen, erwerbbare Vermögensgegenstände und die Anlagestrategie. Investmentfonds mit Wertpapieren (OGAW) sind stets offene Investmentfonds, weil ein Rückgaberecht besteht (Art. 1 Abs. 2b OGAW-Richtlinie). Jeder Anleger kann gemäß § 98 Abs. 1 KAGB mindestens zweimal im Monat verlangen, dass ihm gegen Rückgabe des Anteils sein Anteil an dem Sondervermögen aus diesem ausgezahlt wird. Allerdings kann in den Anlagebedingungen vorgesehen werden, dass die Verwaltungsgesellschaft die Rücknahme der Anteile aussetzen darf, wenn außergewöhnliche Umstände vorliegen, die eine Aussetzung unter Berücksichtigung der Interessen der Anleger erforderlich erscheinen lassen. Sondervorschriften gibt es nach § 255 KAGB für Immobilienfonds. Im Gegensatz zu offenen Fonds ist bei geschlossenen Fonds die Rückgabe der Investmentzertifikate nicht oder nur beschränkt möglich.

## Fondsvermögen
Die Fondsvermögen und Sondervermögen der Investmentfonds werden im Rahmen der Portfoliotheorie und des Capital Asset Pricing Models als Portfolio angesehen, dessen Finanzinstrumente und Finanzprodukte einem Finanzrisiko unterliegen, das in ein systematisches und unsystematisches Risiko unterteilt wird:
| Art                     | Merkmale | Risikomaß   | Risikodiversifizierung | Risikoprämie |
| ----------------------- | --- | ----------- | ---------------------- | ------------ |
| systematisches Risiko   | Gesetzesänderungen, Konjunktur, Änderung der Marktdaten, Marktentwicklung, Naturkatastrophen, Wetterrisiko                        | Betafaktor  | Nein                   | Ja           |
| unsystematisches Risiko | Unternehmensdaten wie Bonitätsrisiko, Geschäftsrisiko, Kreditrisiko, Produktrisiko, Rating, Reputationsrisiko, Unternehmenskrisen | Alphafaktor | Ja                     | Nein         |

Das systematische Risiko besteht ausschließlich auf exogenen Einflüssen, das unsystematische Risiko dagegen aus endogenen, die nur bei einem bestimmten Emittenten oder Kreditnehmer vorhanden sind.
Derartige Risiken müssen innerhalb der Risikopolitik durch das Risikomanagement identifiziert (Risikoidentifikation), analysiert (Risikoanalyse), quantifiziert (Risikoquantifizierung), bewertet (Risikobewertung) und bewältigt (Risikobewältigung) werden. Die Risikobewältigung erfolgt durch Streuung im Portfolio etwa nach Anlageklassen, Bonität, Branchen (Branchenmix), Fremdwährungen, Kreditnehmern, Laufzeiten, Regionen, Risikoklassen oder Staaten sowie der Vermeidung/Beseitigung von Klumpenrisiko oder Verringerung der Kredithöhe. Zudem können Sicherungsgeschäfte unsystematische Risiken bei einzelnen Finanzprodukten/Finanzinstrumenten ganz oder teilweise eliminieren wie etwa ein Credit Default Swap das Kreditrisiko.
Für das Portfoliomanagement gibt es Fondsmanager, welche die Anlagevorschriften nach § 193 ff. KAGB zu beachten haben. Danach dürfen bestimmte Wertpapiere (§ 193 KAGB) und Geldmarktpapiere (§ 194 KAGB) erworben werden, Bankguthaben mit einer Laufzeit von maximal 12 Monaten angelegt (§ 195 KAGB) oder andere Investmentzertifikate (§ 196 KAGB) erworben werden. Derivate sind nach § 197 KAGB nur zulässig, wenn sie von Wertpapieren, Geldmarktinstrumenten oder anderen Investmentanteilen abgeleitet sind. Der Kreis sonstiger Kapitalanlagen ist in § 199 KAGB eingeschränkt (Wertpapierleihe, Pensionsgeschäfte). In § 206 bis § 210 KAGB sind Anlage-Limite für Emittenten vorgegeben.

## Wirtschaftliche Aspekte
Investment- oder Sondervermögen des Investmentfonds sind kongruent refinanziert durch die ausgegebenen Investmentzertifikate. Das Portfoliomanagement über Investment- oder Sondervermögen üben die Fondsmanager aus. Sie nehmen die Aufgaben der Marktbeobachtung insbesondere der Finanzmärkte, Marktanalyse und Asset Allocation wahr, die anhand einer Benchmark zum Kauf, Verkauf oder Halten einzelner Finanzinstrumente (Basiswerte wie Wertpapiere) führt. Bei der Asset Allocation ist darauf zu achten, dass eine gute Risikodiversifizierung mit vertretbarer Risikomischung durch hohe Granularität bei vertretbarem Klumpenrisiko vorhanden ist. Sie beachten bei ihrer Risikodiversifizierung in die verschiedenen Anlageklassen die vorhandene Anlagestrategie, analysieren die Hebelwirkung des Investmentvermögens und das Ausmaß, bis zu dem dieses Leverage abgesichert ist (§ 29 Abs. 4 KAGB). Die Fondsmanager sind verpflichtet, die gesamte Performance zu überwachen, um eine nachhaltige Wertentwicklung des Investmentvermögens sicherzustellen.